# Locomotiva Coalbrookdale
La locomotiva Coalbrookdale è stata una locomotiva a vapore sperimentale. Fu costruita da Richard Trevithick montando un motore di sua costruzione su un carrello minerario. Essa era condotta da un uomo che gli camminava a fianco. Aveva un cilindro di 210 x 1.072 mm ed una pressione in caldaia di 2,8 kg/cm2; la sua velocità massima era di 4 km/h. Il 21 febbraio 1804 all'inaugurazione questa locomotiva trainò 10 T di ferro e una sessantina di persone che prese dall'entusiasmo si arrampicarono sui rimorchi. Il percorso di 16 km dalla miniera all'acciaieria di Pen y Darren nel Galles fu compiuto in 4 ore e 5 minuti.